# آیچی اف۱ای
آیچی اف۱ای (به انگلیسی: Aichi_F1A) یک هواگرد ملخ‌پیشین تک‌موتوره از نوع هواپیمای تجسسی هواپیمای آب‌نشین دارای ارابه فرود ساخت شرکت آیچی کوکوکی است. هواگرد آیچی اف۱ای نخستین پروازش را در ۱۹۳۶ میلادی انجام داد. در مجموع، تعداد ۲ فروند از این هواگرد ساخته شده‌است.